# Lago Tana
Il lago Tana è lo specchio d'acqua più esteso dell'Etiopia, ha una superficie di circa 3600 km² ed è situato nella parte settentrionale del paese a 1788 m s.l.m. Ha per emissario il Nilo Azzurro, che da esso prende origine verso sud, formando, dopo un tratto di qualche chilometro, le imponenti cascate del Nilo Azzurro, seconde in Africa solo alle cascate Vittoria.

## Descrizione

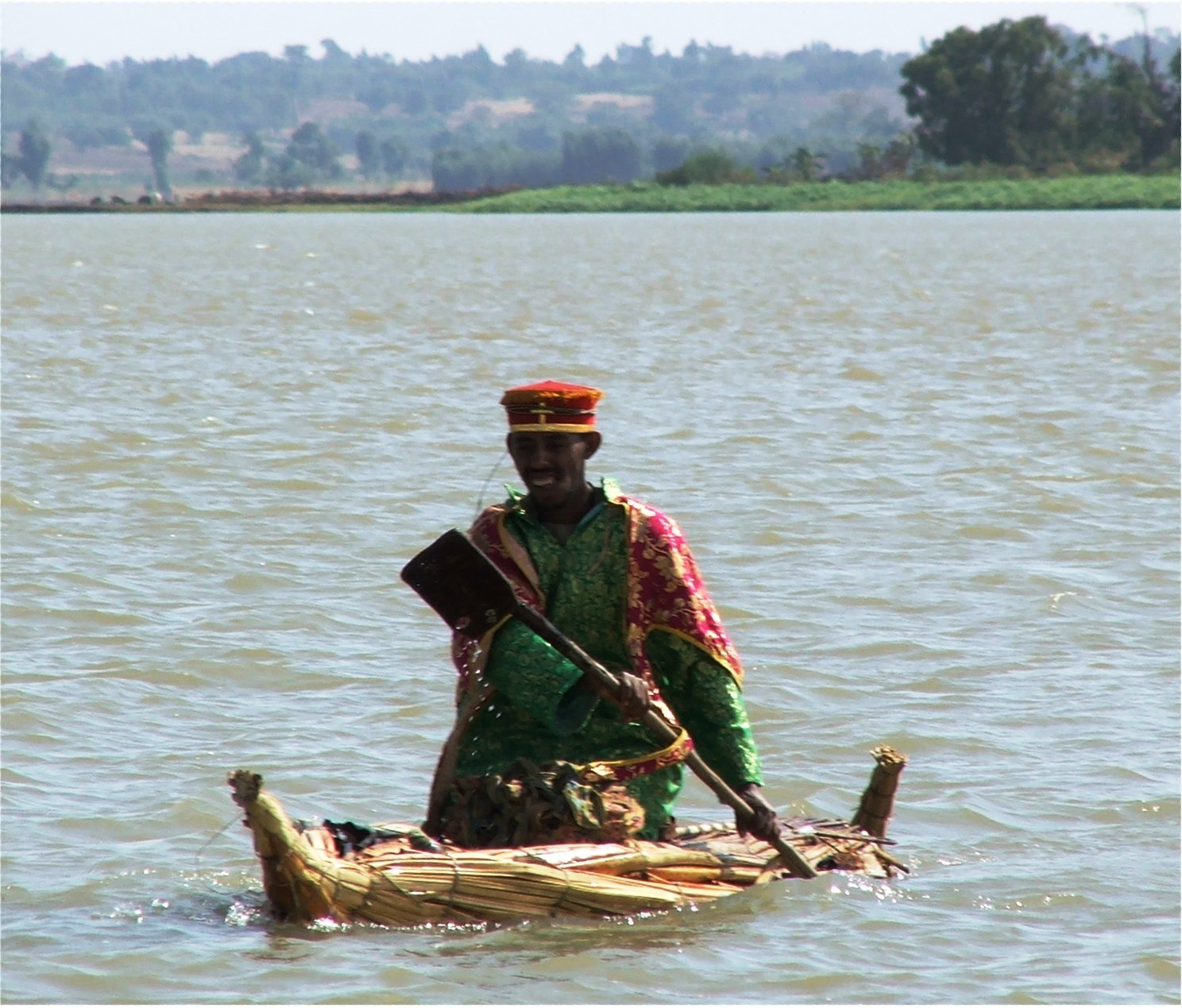
Un monaco ortodosso nel lago

Il lago Tana ha una forma grossolanamente cuoriforme, con la città di Bahir Dar nel punto più meridionale e trentasette isole sulla superficie.
Sia queste isole che le coste sono sede di un gran numero di monasteri e chiese, molti dei quali di grande importanza storica e punto di riferimento per la cristianità etiope. Tra di essi merita menzionare: Tana Kirkos, dove la tradizione della Chiesa ortodossa etiope vuole che sia stata custodita per molti secoli l'Arca dell'Alleanza prima di essere trasportata ad Axum, dove dovrebbe trovarsi oggi; Daga Estifanos, con una grande pittura della Madonna del XV secolo, dove la tradizione vuole che sia sepolto l'imperatore Fāsiladas; Narga Selassie, costruito nel XVIII secolo dall'imperatrice Mentewab e, a differenza dei primi due, aperto anche alle donne.
La pesca sul lago è un'attività importante, ed è una tradizionale fonte di sussistenza per i villaggi della costa; ancora oggi si possono vedere caratteristiche barche di papiro, tradizionalmente usate per questa attività.
Da ricordare è, infine, l'interessante patrimonio naturalistico del lago che ospita una ricca fauna, caratterizzata soprattutto da uccelli stanziali e migratori.

### Daga Estifanos

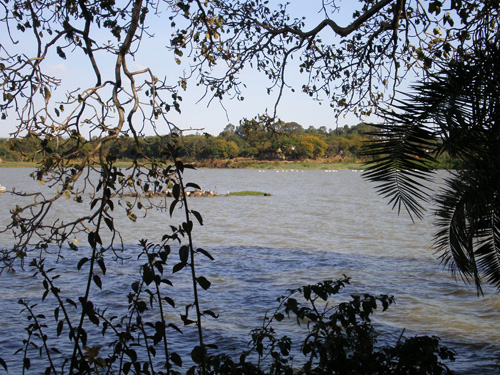
Daga Estifanos

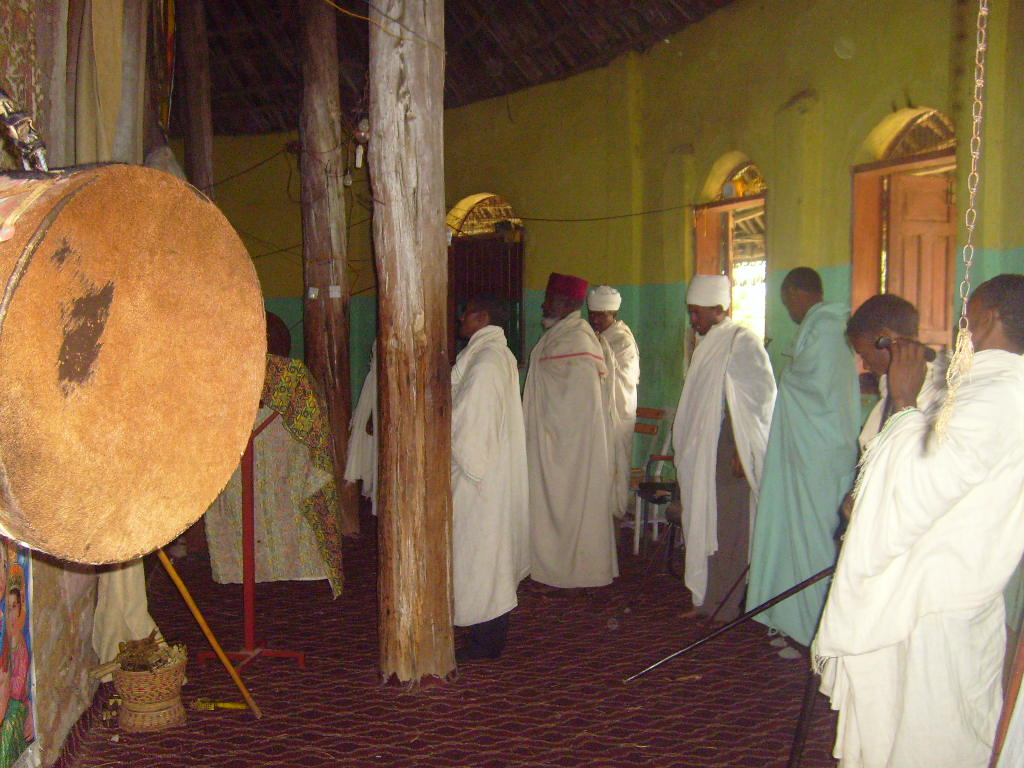
Monaci ortodossi

Nell'isoletta monastero vive una comunità di circa 150 monaci cristiano-etiopici (con rito ortodosso) che custodiscono le tombe dei primi re di Aksum. Unitamente allo Stato Monastico Autonomo del Monte Athos e all'isoletta sacra giapponese di Okinoshima, è l'unico luogo al mondo in cui non possono accedere le donne e le femmine di animali.
Daga Estifanos è ritenuto uno dei siti più sacri del lago e questo è il motivo per cui vi sono conservate le mummie di cinque sovrani d'Etiopia.
Nella chiesa di Santo Stefano, protettore dell'isoletta, oltre alla descritta Madonna dipinta, si trovano preziosi oggetti liturgici e antichi libri.
L'isola può essere raggiunta da Bahir Dar, con un battello a vapore: il convento con le abitazioni dei monaci sono visibili dopo un percorso a piedi, dal molo, contraddistinto da una rigogliosa vegetazione tropicale.

## Nella cultura di massa
Al lago Tana è intitolata l'omonima canzone Sul lago Tana, composta in Italia durante il periodo coloniale.